# العلاقات الإريترية التونسية
العلاقات الإريترية التونسية هي العلاقات الثنائية التي تجمع بين إريتريا وتونس.
كلا الدولتين لا تملكان سفارات لدى بعضيهما (حتى غير مقيمة).

## مقارنة بين البلدين
هذه مقارنة عامة ومرجعية للدولتين:
| وجه المقارنة                                              | إريتريا                                      | تونس                                       |
| --------------------------------------------------------- | -------------------------------------------- | ------------------------------------------ |
| المساحة (كم2)                                             | 117.60 ألف                                   | 163.61 ألف                                 |
| عدد السكان (نسمة)                                         | 6.33 مليون                                   | 11.53 مليون                                |
| الكثافة السكانية (ن./كم²)                                 | 53.83                                        | 70.47                                      |
| العاصمة                                                   | أسمرة                                        | تونس                                       |
| اللغة الرسمية                                             | اللغة التغرينية، اللغة العربية، لغة إنجليزية | اللغة العربية                              |
| العملة                                                    | ناكفا                                        | دينار تونسي                                |
| الناتج المحلي الإجمالي (بليون دولار)                      | 2.61 مليار                                   | 40.26 مليار                                |
| الناتج المحلي الإجمالي (تعادل القوة الشرائية) بليون دولار |                                              | 129.05 مليار                               |
| الناتج المحلي الإجمالي الاسمي للفرد دولار أمريكي          |                                              | 3.87 ألف                                   |
| الناتج المحلي الإجمالي للفرد دولار أمريكي                 |                                              | 11.44 ألف                                  |
| مؤشر التنمية البشرية                                      | 0.391                                        | 0.721                                      |
| رمز المكالمات الدولي                                      | +291                                         | +216                                       |
| رمز الإنترنت                                              | .er                                          | .tn                                        |
| المنطقة الزمنية                                           | ت ع م+03:00                                  | ت ع م+01:00، توقيت وسط أوروبا، ت ع م+02:00 |

## منظمات دولية مشتركة
يشترك البلدان في عضوية مجموعة من المنظمات الدولية، منها:
| علم المنظمة | اسم المنظمة                        | تاريخ انضمام إريتريا | تاريخ انضمام تونس |
| ----------- | ---------------------------------- | -------------------- | ----------------- |
|             | مؤسسة التمويل الدولية              | 11 أكتوبر 1995       | 25 يوليو 1962     |
|             | منظمة حظر الأسلحة الكيميائية       | ?                    | ?                 |
|             | البنك الإفريقي للتنمية             | ?                    | ?                 |
|             | يونسكو                             | 2 سبتمبر 1993        | 8 نوفمبر 1956     |
|             | الأمم المتحدة                      | 28 مايو 1993         | 12 نوفمبر 1956    |
|             | الاتحاد الدولي للاتصالات           | 6 أغسطس 1993         | 14 ديسمبر 1956    |
|             | منظمة الشرطة الجنائية الدولية      | ?                    | ?                 |
|             | البنك الدولي للإنشاء والتعمير      | 6 يوليو 1994         | 14 أبريل 1958     |
|             | الاتحاد البريدي العالمي            | ?                    | ?                 |
|             | مؤسسة التنمية الدولية              | 6 يوليو 1994         | 30 ديسمبر 1960    |
|             | الاتحاد الأفريقي                   | ?                    | ?                 |
|             | وكالة ضمان الاستثمار متعدد الأطراف | 10 سبتمبر 1996       | 7 يونيو 1988      |